# Кармазін Юрій Миколайович
Ю́рій Микола́йович Карма́зін — старший солдат Збройних сил України, учасник російсько-української війни.

## З життєпису
Солдат-контрактник Кіровоградської розвідувальної роти. Бойове хрещення прийняв на горі Карачун. Звільняв Краматорськ, Лиман, згодом перекинули під Андріївку для зачистки від бойовиків села і блокпоста, де ліквідували снайперів.
30 липня під Придорожним — за 30 км від Донецька — в бою поранений у плече, втратив багато крові, до Дніпропетровська везли непритомного. У тому бою був поранений і командир взводу Микола Скидан.

## Нагороди
14 листопада 2014 року за особисту мужність і героїзм, виявлені у захисті державного суверенітету та територіальної цілісності України, вірність військовій присязі під час російсько-української війни, відзначений — нагороджений орденом «За мужність» III ступеня.